# هرناندية وندتية
هرناندية وندتية (الاسم العلمي:Hernandia wendtii) هي نوع من النباتات تتبع جنس الهرناندية من فصيلة الهرنانديات.